# Sergem
Sergem is een Tibetaans zuivelproduct dat uit karnemelk wordt onttrokken. 
Sergem dient als basis voor andere zuivelproducten, zoals de Tibetaanse kaassoort chhurpi en verschillende pasta-soepen. Sergem kan worden gegeten bij atjar of  momo's (Tibetaans deegtasjes).
In de vervaardiging wordt, nadat de boter van de melk is onttrokken, het geheel in een vat gedaan en opgewarmd tot aan het kookpunt. Een zure vloeistof met de naam "chakeu" wordt toegevoegd waardoor de sergem losraakt van de melk. 